# PDLIM7
PDLIM7‏ (PDZ and LIM domain 7) هوَ بروتين يُشَفر بواسطة جين PDLIM7 في الإنسان.